# 阿齊濟耶省

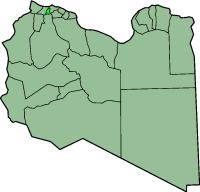
阿齊濟耶省在利比亚的位置。

阿齐济耶省（阿拉伯语：‎ Al ʿAzīzīyah）是利比亚的一个省，位于利比亚西北部。首府阿齐济耶，2001年成为吉法拉省的一部分

## 气候
在1922年9月13日, 气温纪录57.8 °C（136.0 °F） 是坐落在利比亚的阿齐济耶省。 这是气候纪录中地球上最热的地方。
该气象纪录是在利比亚的奥斯曼帝国 (1551-1911)之后开始被记载。在利比亚气象中心(LNMC)气候指挥部的很多旧的气象站有足够的证据证明该地区是地球上最热的地方。